# Castello di Pilato
Il castello di Pilato (in francese Château de Pilate) si trova lungo l'antica via Francigena nel borgo di Nus, una delle più antiche signorie feudali della Valle d'Aosta. Si tratta di una casaforte a pianta rettangolare fatta costruire dai Signori di Nus (Seigneurs de Nus) in epoca feudale.

## L'architettura
Dell'edificio che si componeva di quattro piani restano solo le due torrette angolari pensili e tre degli spessi muri perimetrali in pietra nuda. 

Le due torrette aggettanti a nord, in un disegno di Carlo Nigra su schizzo di Alfredo D'Andrade.

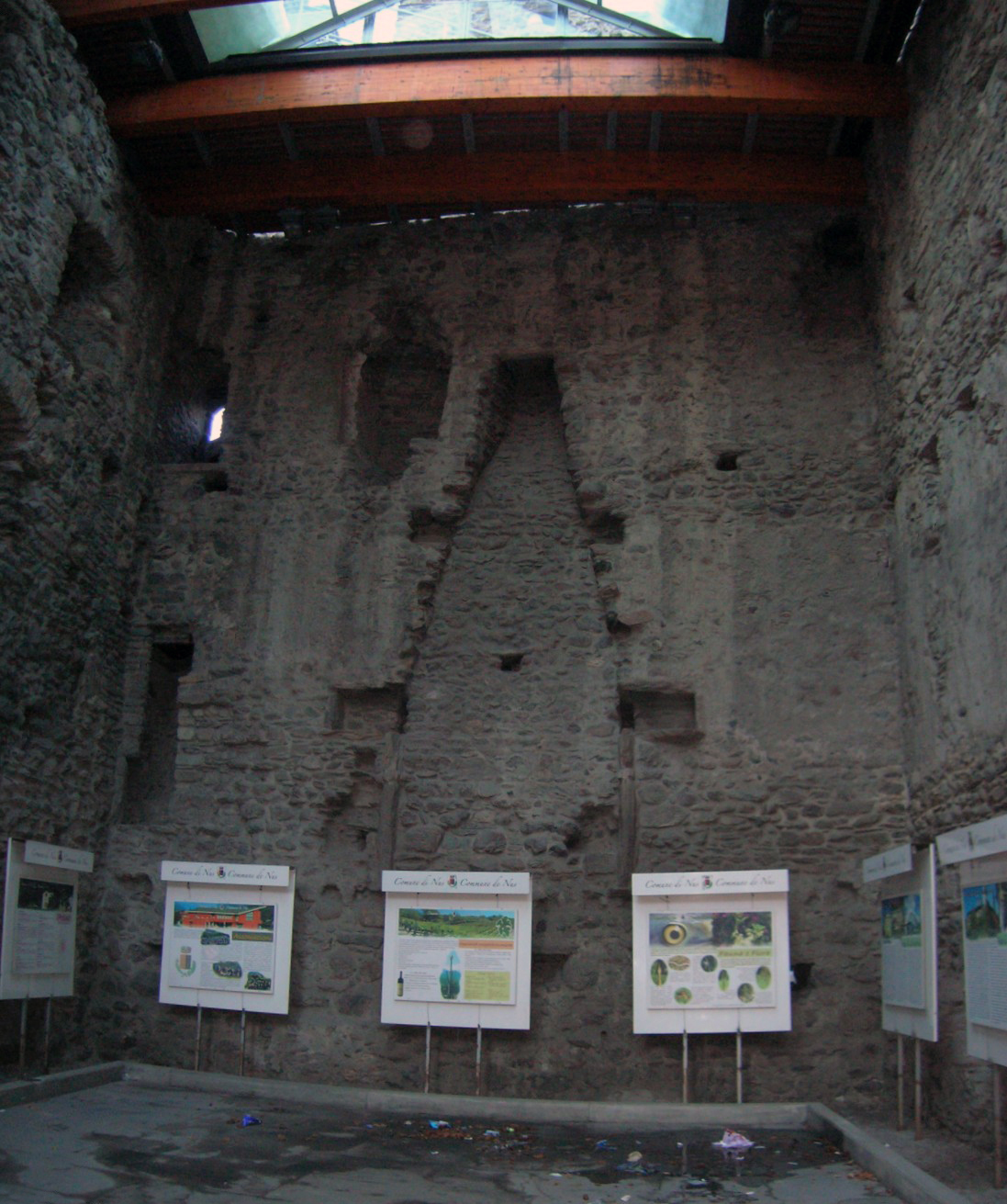
All'interno, il muro nord mostra le tracce di un grande camino

Il muro meridionale mancante, sul quale si apriva il portone d'ingresso, è stato demolito per ampliare la strada tra la fine del XIX e l'inizio del XX secolo, e con esso sono andare perdute anche le torrette che dovevano difendere l'accesso e gli angoli; il muro fu in seguito ricostruito, ma venne nuovamente distrutto durante un incidente automobilistico negli anni sessanta. Sono presenti sporadici abbellimenti decorativi, come lo stipite lavorato della finestra a crociera, sul muro occidentale, probabilmente di epoca più tarda.
Il restauro, effettuato in anni recenti, ha portato alla costruzione ex novo di alcuni elementi architettonici scomparsi, in un'ottica di conservazione del sito, come la copertura in vetro e acciaio del tetto e la scala in acciaio celata da una struttura lignea sul lato sud dell'edificio, dove un tempo sorgeva la parete perimetrale oggi mancante. La scala, di libero accesso, permette di arrivare al camminamento di guardia e alle due torrette di guardia cilindriche, ottimamemente conservate. 
L'interno è stato corredato da numerosi pannelli informativi sul paese e le bellezze del territorio. Ancora visibile nel muro la collocazione di quello che era un ampio camino.

## Storia
La data della costruzione è incerta: l'edificio per alcune fonti risale al XIV secolo, mentre secondo altre fonti sarebbe databile intorno al XII - XIII secolo, o ancora alla metà del XII secolo.
Una delle prime tracce scritte sul castello di Pilato la troviamo nell'omaggio prestato nel 1337 da Alexandre e Jean de Nus: 
(Alexandre e Jean de Nus, Omaggio feudale)
Venne abbandonato quando verso la fine del XVI secolo un incendio lo distrusse; i signori di Nus si trasferirono quindi nel castello di Nus sul promontorio che sovrasta il vallone di Saint-Barthélemy. I documenti sui signori di Nus che erano conservati in loco andarono irrimediabilmente distrutti.
Il castello è stato successivamente restaurato e oggi è una struttura aperta a tutti e visitabile.

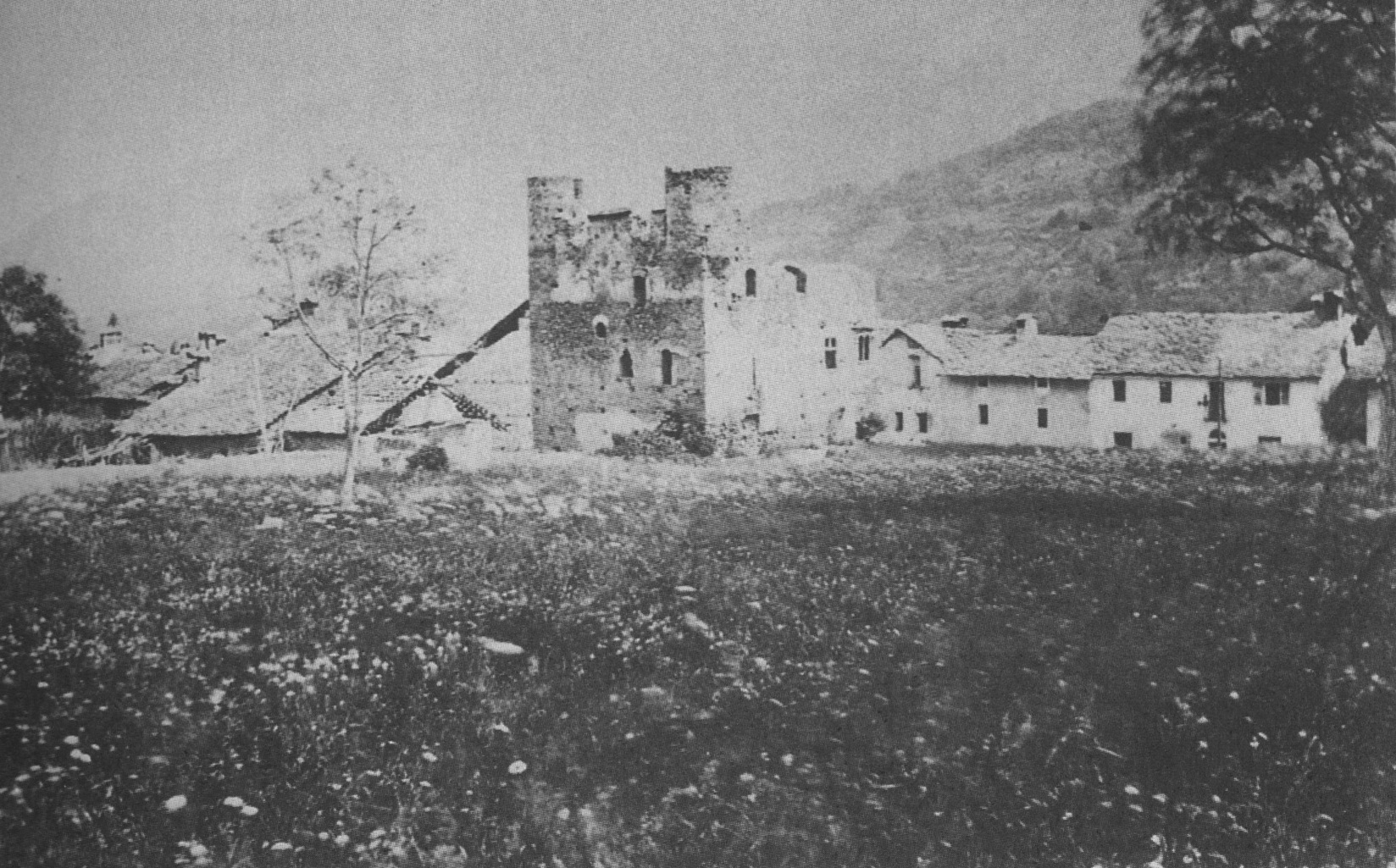
Castello di Pilato nel 1869.
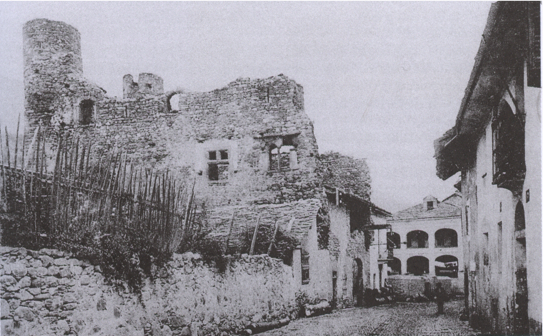
Il castello nel 1924, quando era ancora presente la porta nella facciata oggi divelta.
La piantina del castello nel 1936.
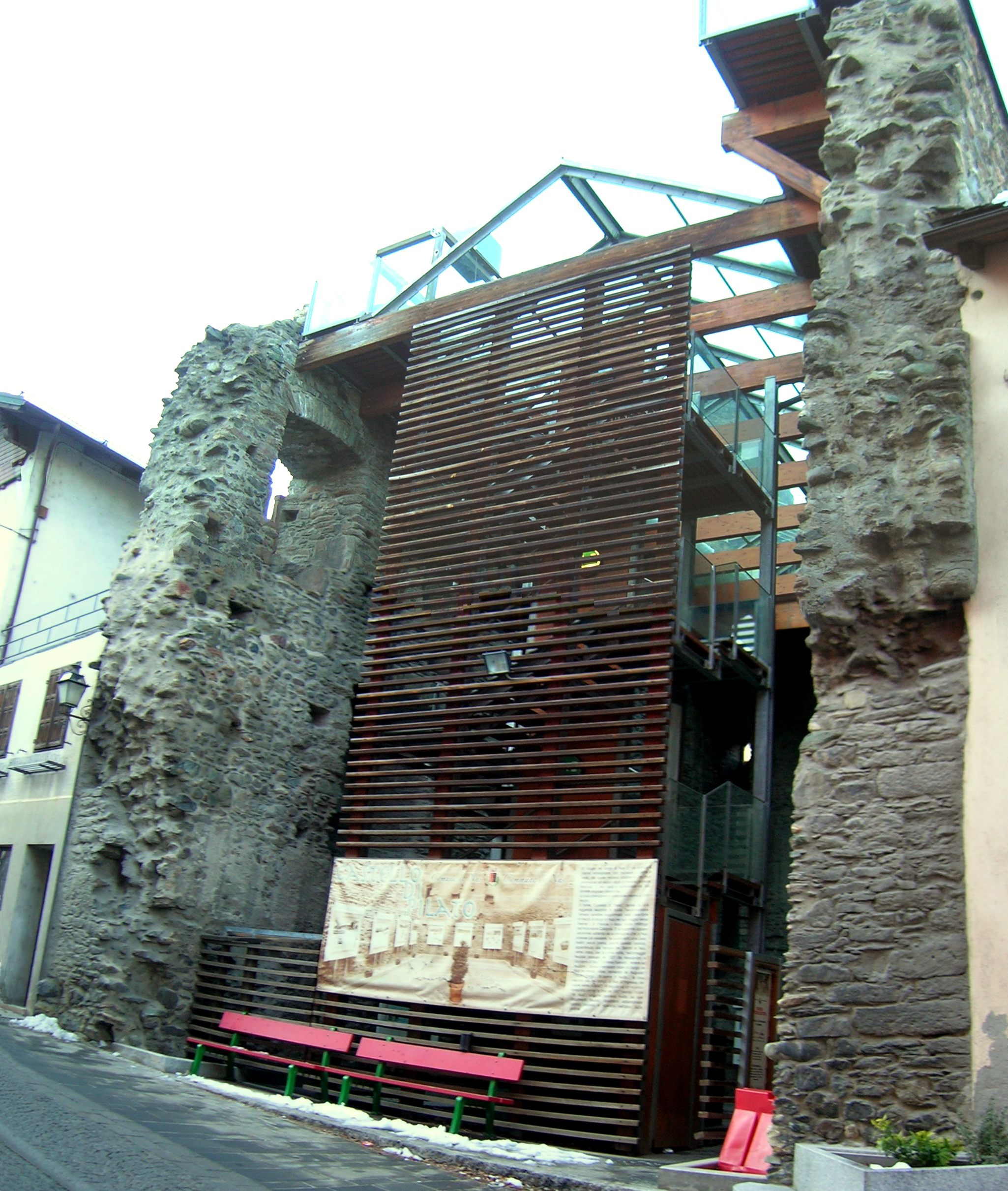
La facciata attuale.

## La leggenda

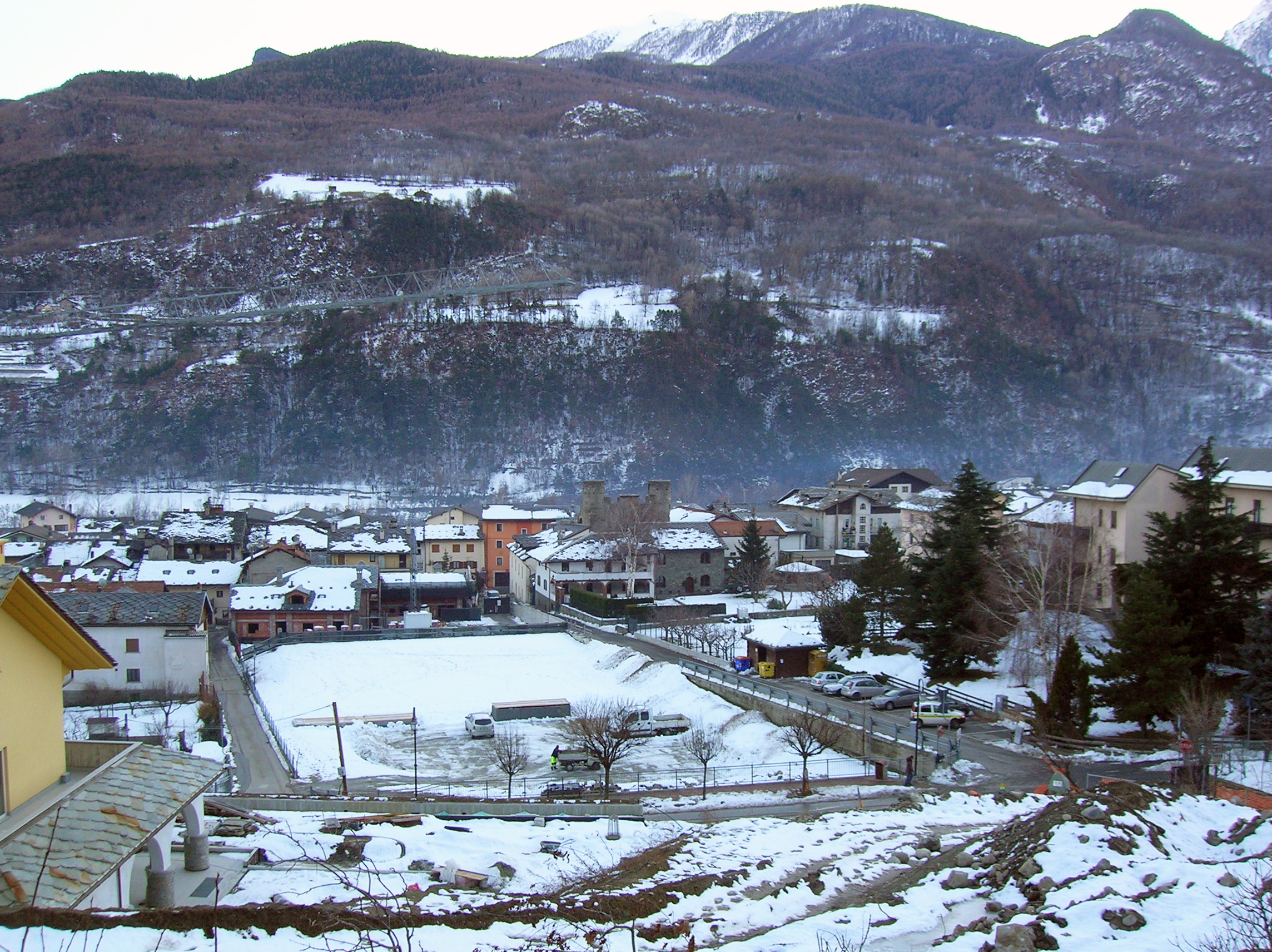
Il castello nel borgo visto dalla Chiesa parrocchiale di S. Iliario

Il nome del castello deriva da una leggenda secondo la quale il procuratore romano Ponzio Pilato vi soggiornò mentre si recava a Vienne, in Gallia, dove fu esiliato da Caligola. In realtà, all'epoca nel borgo sorgeva solo una mansio romana, ma l'appiglio fantasioso per suffragare la leggenda fu dato dal rinvenimento nel 1846, riportato da Édouard Aubert, di alcune monete antiche e medaglie romane tra i ruderi del castello di Pilato. In realtà, il rinvenimento delle monete ha probabilmente deviato una tradizione precedente: infatti, il passaggio di Pilato per Nus era citata già nel XVII secolo da un'altra opera storiografica, la quale curiosamente vuole che Pilato abbia soggiornato piuttosto nel castello superiore.